# コイズミエキシビション〜コンプリートビジュアルベスト1982-2022〜
『コイズミエキシビション〜コンプリートビジュアルベスト1982-2022〜』は、小泉今日子のミュージック・ビデオ集。

## 解説
デビュー40周年プロジェクト第三弾としてこれまでに発表されたミュージック・ビデオを映像のアップコンバート及び音源のデジタルリマスタリングを施した上で完全収録。初回限定盤にはボーナスディスク及びビジュアルブックが付属。
発売前の2月4日には自身のYouTubeチャンネルにおいて収録曲12曲が先行公開された。

## 収録曲
1. 迷宮のアンドローラ
2. 哀愁ボーイ
3. ラブコールをアンコール
4. 夜風にコールミー 素肌にコールガール
5. 素敵にNight Clubbing
6. 天然色のロケット
7. 木枯らしに抱かれて
8. Smile Again
9. この涙の谷間
10. 寝ながら書いたラブ・レター
11. 遅い夏
12. ひどい顔して愛シテ
13. 連れてってファンタァジェン
14. Heart of the hills
15. たとえばフォーエバー
16. Fade Out
17. 男の子はみんな
18. La La La…
19. ドライブ
20. No No No
21. mother MARIA
22. HOW R U？
23. 丘を越えて
24. あなたに会えてよかった
25. 優しい雨
26. TRAVEL ROCK
27. LOVE SHELTER
28. 女性上位万歳
29. RAIN
30. 遠い街のスタンプ
31. オトコのコ オンナのコ
32. 赤い金魚
33. サボテン
34. For My Life
35. Nobody can, but you
36. for my life
37. Inner flower
38. モクレンの花
39. 厚木 I.C.（Digest Movie）
40. なんてったってアイドル（K25 Remix）
41. 100%
42. T字路

### BONUS DISC（初回限定盤）
（DOCUMENTARY）
1. ドキュメント～走りつづけるミスヒーロー今日子～

（LIVE）
1. キスを止めないで（from「BEAT TICK CAMP TOUR ‘88」）
2. 夏のタイムマシーン（from「BEAT TICK CAMP TOUR ‘88」）
3. なんてったってアイドル（from「Sing! Sing! Singles!!!」）
4. 魔女（from「Sing! Sing! Singles!!!」）
5. メドレー （まっ赤な女の子～GOOD MORNING-CALL～私の16才～ひとり街角～Fade Out～春風の誘惑～常夏娘～半分少女～渚のはいから人魚）（from「Sing! Sing! Singles!!!」）
6. 夜明けのMEW（from「Sing! Sing! Singles!!!」）
7. 月ひとしずく（from「ARABAKI ROCK FESTIVAL 2003」）
8. なんてったってアイドル（from「SUMMER SONIC 2008」）